# Spargania radiosa
Spargania radiosa är en fjärilsart som beskrevs av Paul Dognin 1893. Spargania radiosa ingår i släktet Spargania och familjen mätare. Inga underarter finns listade i Catalogue of Life.